# Namazgâh van Anadoluhisarı

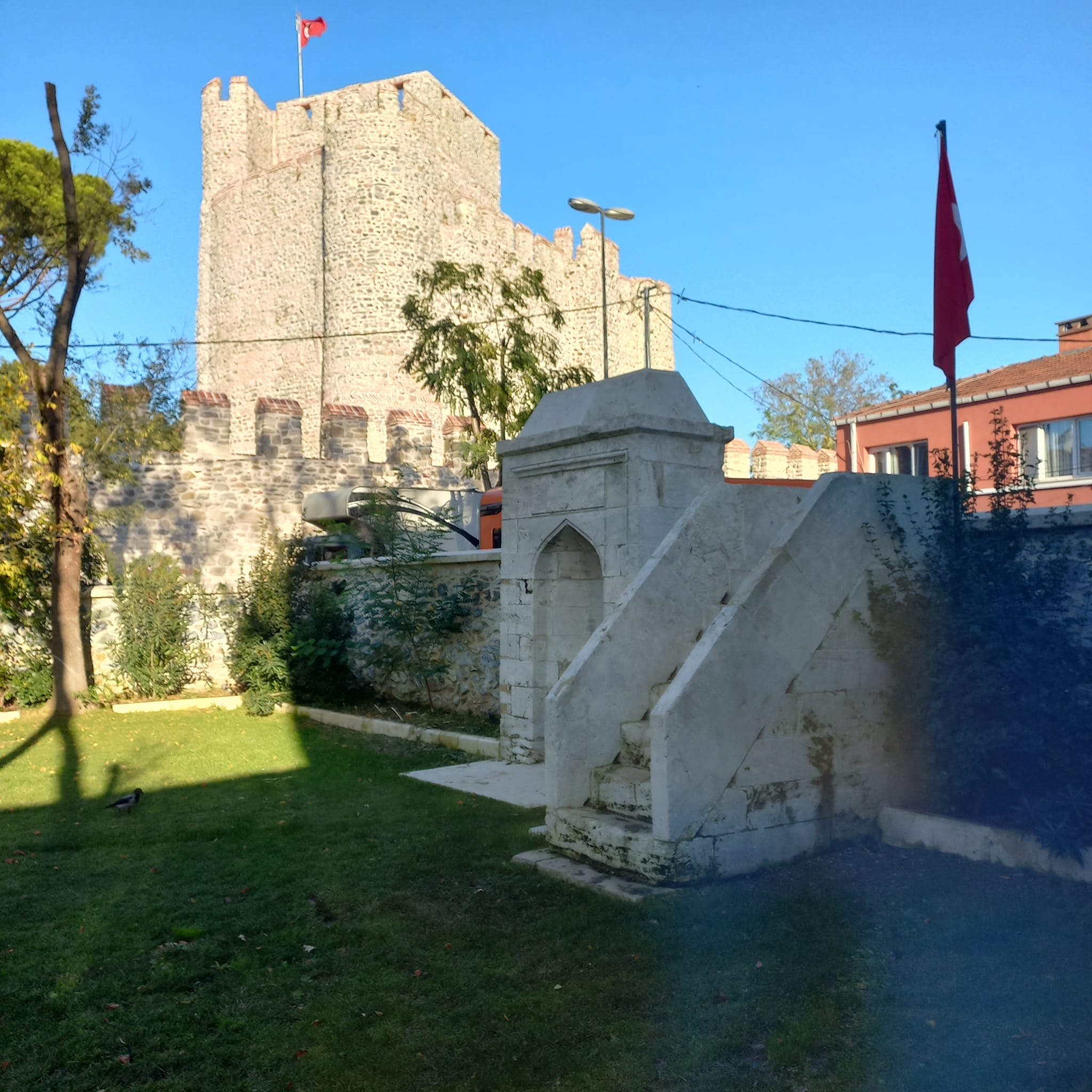
De qiblamuur met de mihrab en minbar. Het kasteel Anadoluhisarı op de achtergrond.

De Namazgâh van Anadoluhisarı is een Ottomaanse openlucht-moskee (namazgâh) gelegen tussen het fort Anadoluhisari en de Aziatische oever van de Bosporus in de Turkse stad Istanbul.
Het is niet zeker wanneer het gebouwd is. Mogelijk werd het reeds in de 15e eeuw onder Sultan Mehmed de Veroveraar gebouwd, maar mogelijk ook tot twee eeuwen later, omdat de namazgâh het schieten vanuit het fort op de zeestraat en verdediging van het fort zou bemoeilijken.
Deze namazgâh is een met ongehouwen stenen ommuurde openluchtgebedsruimte van twintig bij vijfentwintig meter. Naast de ingang bevindt zich een fontein. De gebedsruimte bevat de zogenaamde mihrab, een gelijste spitsboogvormige gebedsniche, en een minbar, een preekstoel aan de qiblamuur, de muur die dat naar Mekka gericht staat. De religieuze objecten zijn allen vervaardigd uit gehouwen steenblokken.